# Цзюцюань (космодром)
Цзюцюа́нь (кит. трад. 酒泉衛星發射中心, упр. 酒泉卫星发射中心, пиньинь Jiǔquán wèixīng fāshè zhōngxīn, палл. Цзюцюань вэйсин фашэ чжунсин; прежнее название — Чанчэнцзе, Шуанчэнцзы) — китайский космодром. Действует с 1958 года. Расположен на краю пустыни Бадын-Джаран в низовьях реки Хэйхэ в хошуне Эдзин-Ци аймака Алашань автономного района Внутренняя Монголия, назван по расположенному в 100 км от космодрома городскому округу Цзюцюань провинции Ганьсу.
Является самым крупным космодромом Китая (до 1984 года — единственный) и единственным, используемым в национальной пилотируемой программе. Также выполняет запуски военных ракет. Полигон при космодроме имеет площадь 2800 км².
На космодроме имеются три стартовых комплекса:
- неиспользуемый с тремя стартовыми площадками — для ракет-носителей (РН) «Чанчжэн» −1,-2 и военных ракет;
- неиспользуемый с двумя стартовыми площадками — для военных ракет;
- действующий с двумя стартовыми площадками — для РН «Чанчжэн» −2,-4 и для РН «Чанчжэн-2F» пилотируемых кораблей. Для РН «Чанчжэн-2F» сооружён первый в стране монтажно-испытательный корпус с вертикальной сборкой и соответствующий транспортёр.

## Хронология событий
- Открыт 20 октября 1958 года;
- Сентябрь 1960 года — с космодрома была успешно запущена первая ракета ближнего действия советского производства;
- 5 ноября 1960 года — успешно прошёл запуск первой ракеты отечественного производства Дунфэн-1;
- Октябрь 1966 года — успешно проведён испытательный пуск ракеты, несущей ядерную боеголовку;
- 16 ноября 1969 года — первая неудачная попытка запуска спутника;
- 24 апреля 1970 года — первый успешный запуск китайского спутника «Дунфан Хун-1», сделавший Китай 5-й в мире и 2-й в Азии (после Японии) космической державой;
- 5 ноября 1974 года — первая неудачная попытка запуска возвращаемого спутника фоторазведки FSW;
- 26 ноября 1975 года — успешно запущен первый спутник FSW, который совершил жёсткую посадку;
- 7 декабря 1976 года — запущенный спутник FSW впервые совершил полностью успешный полёт; эти два полёта сделали Китай 3-й в мире страной с возвращаемыми спутниками;
- Декабрь 1978 (январь 1979) года — предположительный неудачный запуск первого пилотируемого FSW;
- Май 1980 года — запущена первая межконтинентальная баллистическая ракета;
- Сентябрь 1981 года — с помощью одной ракеты были выведены на орбиту 3 ИСЗ, что дало Китаю технологию разделяемых боеголовок МБР (РГЧИН);
- Август 1987 года — первый коммерческий запуск зарубежного спутника;
- 20 ноября 1999 года — запущен первый непилотируемый космический корабль «Шэньчжоу-1»;
- 15 октября 2003 года — космический корабль «Шэньчжоу» впервые отправился в полёт с тайконавтом, а Китай стал 3-й в мире космической державой с пилотируемой космонавтикой;
- 11 января 2007 года — запущенной ракетой сбит старый китайский спутник, что продемонстрировало обладание Китаем технологии противоспутниковых ракет (перехвата ИСЗ);
- 29 июня 2016 года — успешно запущен и выведен на орбиту спутник «Шицзянь 16-02», предназначенный для проведения исследования среды космического пространства и технических экспериментов[1];
- 2023 год — первая в мире ракета-носитель на метане и жидком кислороде успешно вывела тестовый груз (2023-097A) на солнечно-синхронную орбиту («Чжуцюэ-2»)[2][3].